# آلبرت اویلنبورگ

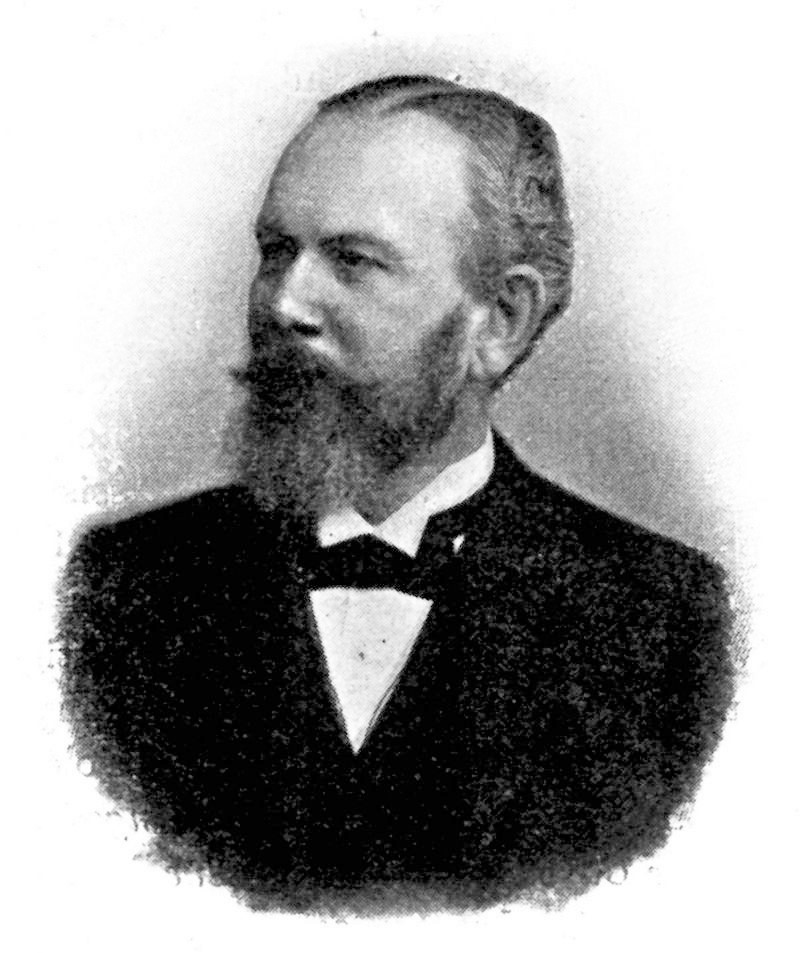
آلبرت اویلنبرگ (۱۹۱۷–۱۸۴۰)

آلبرت اویلنبرگ (زاده ۱۰ اوت ۱۸۴۰- درگذشته ۳ ژوئیه ۱۹۱۷) یک متخصص مغز و اعصاب آلمانی بود که در برلین متولد شد.

## تحصیلات
او در یک خانواده یهودی متولد شد، در دانشگاه‌های برلین، برن و زوریخ در رشته پزشکی تحصیل کرد و در سال ۱۸۶۱ مدرک دکترای خود را گرفت. از جمله استادان او، یوهانس پیتر مولر (۱۸۵۸–۱۸۰۱)، لودویگ ترائوبه (۱۸۷۶–۱۸۱۸) و آلبرشت فون گراف (۱۸۷۰–۱۸۲۸) بودند. بعداً استاد فارماکولوژی در دانشگاه گریفسوالد شد و در سال ۱۸۸۲ استاد عصب‌شناسی در برلین شد.

## حرفه
اویلنبورگ را به خاطر آثار مکتوبش به یاد می‌آورند. جاه طلبانه‌ترین اثر او چند جلدی دانشنامه واقعی کامل پزشکی است که در چهار نسخه بین سال‌های ۱۸۸۰ و ۱۹۱۴ منتشر شد. بعدها در دوران حرفه ای خود به رشته جنسیت‌شناسی علاقه‌مند شد و یکی از سردبیران نشریه مجله سکسولوژی بود. در سال ۱۹۰۲ اویلنبورگ اثری در مورد آزاردوستی با عنوان Sadismus und Masochismus (سادیسم و مازوخیسم) نوشت.

### آثار
دیگر نوشته‌های اصلی اویلنبرگ عبارتند از:
- کتاب درسی بیماری‌های عصبی عملکردی بر اساس فیزیولوژی. ۱۸۷۱، صفحه ۷۱۲: سندرم پاری-رومبرگ.
- آسیب‌شناسی سمپاتیک. مقاله برنده جایزه، با پل گاتمن (۱۸۹۳–۱۸۳۴). برلین، ۱۸۷۳.
- راهنمای درمان عمومی و روش درمانی. با سیمون ساموئل (۱۸۹۹–۱۸۳۳). سه جلد، برلین/وین، ۱۸۹۹–۱۸۹۸.
- مارکی دو ساد. سخنرانی در انجمن روان‌شناسی در برلین برگزار شد. اولین بار در ۲۵ مارس ۱۸۹۹در مجله Zukunft منتشر شد.
- کتاب درسی روش‌های معاینه بالینی و کاربرد آنها در تشخیص‌های پزشکی خاص. با ویلهلم کوله (۱۹۳۵–۱۸۶۸) و ویلهلم واینترود (۱۹۲۰–۱۸۶۶). شامل تعدادی رساله در مورد روش‌های بررسی خون توسط کوله و ارنست گراویتز (۱۹۱۱–۱۸۶۰)، ۱۹۰۴.[۲]

بسیاری از آثار او به جنبه فیزیولوژیک عصب‌شناسی می‌پردازد، از جمله مطالعاتی که او دربارهٔ مراکز وازوموتور مغز انجام داد. او اولین کسی بود که یک بیماری عصبی-عضلانی نادر به نام پارامیوتونی مادرزادی را توصیف کرد، اختلالی که گاهی اوقات به آن «بیماری اویلنبرگ» می‌گویند.
در سال ۱۹۱۳، همراه با مگنوس هیرشفلد (۱۹۳۵–۱۸۶۸) و ایوان بلوخ (۱۹۲۲–۱۸۷۲)، او انجمن پزشکی سکسولوژی و اصلاح نژادی را تأسیس کرد.